# Wauwatosa
Wauwatosa ist eine Stadt im Milwaukee County im US-amerikanischen Bundesstaat Wisconsin. Das U.S. Census Bureau hat bei der Volkszählung 2020 eine Einwohnerzahl von 48.387 ermittelt. Die westliche Nachbarstadt von Milwaukee ist Bestandteil der Metropolregion Milwaukee.
Das Stadtgebiet geht im Norden, Osten und Südosten nahtlos in Milwaukee über, nach Süden trennt die Interstate 94 Wauwatosa von West Allis. Vom Rathaus Wauwatosas bis zum Rathaus Milwaukees sind es rund 7 Meilen (11 Kilometer).
Der Name der Stadt leitet sich von einem Indianerhäuptling namens Wau-wa-to-sa ab und hat die Bedeutung „Großer Geher“ oder „Unbeschwerte Wanderung“. Wauwatosa ist weder der bevölkerungsreichste noch der flächenmäßig größte Vorort Milwaukees, aber der zuerst besiedelte.

## Geographie
Wauwatosa hat eine Fläche von 34,25 km². Durch die Stadt fließt der Fluss Menomonee River sowie die Bäche Underwood Creek und Honey Creek. Das Ufer des Michigansees liegt nur fünf Kilometer Luftlinie vom östlichsten Punkt der Stadtgrenze Wauwatosas entfernt – Wauwatosa wird vom See durch die Stadt Milwaukee getrennt. Das in Wauwatosa verwendete, aufbereitete Trinkwasser stammt aus dem See und wird von den Milwaukee Water Works zur Verfügung gestellt.
Die Stadt gehört zur geographischen Region der Eastern Ridges and Lowlands in Wisconsin. Geologisch betrachtet befindet sich Wauwatosa an der Nordwestflanke des im Paläozoikum entstandenen Wisconsin-Beckens. Der Untergrund von Wauwatosa wird von Riffkalksteinen gebildet, die mit sogenanntem silurischen Niagara-Dolomit wechsellagern. Der Niagara-Dolomit wird örtlich von der jüngsten in Wisconsin verbreiteten silurischen Gesteinsformation, dem hellgrauen Waubakee-Dolomit überlagert, der sonst nur in Milwaukee und dem Ozaukee County aufgeschlossen ist.
Stadtgrenzen bestehen im Norden beginnend im Uhrzeigersinn zu Milwaukee, West Allis, Brookfield, Elm Grove (alle im Milwaukee County) und Butler im Waukesha County.
In Wauwatosa gibt es mehrere Wanderwege, zum Beispiel den Hank Aaron State Trail.
In Wauwatosa herrscht eine jährliche Durchschnittstemperatur von 7 °C, wobei der Januar mit −6 °C der kälteste und der Juli mit 22 °C der wärmste Monat ist. Die durchschnittliche Niederschlagsmenge liegt bei 793 mm im Jahr, die durchschnittliche Schneefallmenge bei 1011 mm.
|                        | Jan | Feb | Mär | Apr | Mai | Jun | Jul | Aug | Sep | Okt | Nov | Dez |   |      |
| Mittl. Temperatur (°C) | −6  | −5  | 0   | 7   | 13  | 19  | 22  | 21  | 16  | 10  | 2   | −4  | ⌀ | 8    |
| Mittl. Tagesmax. (°C)  | −2  | 0   | 5   | 13  | 20  | 25  | 28  | 27  | 22  | 16  | 7   | 0   | ⌀ | 13,5 |
| Mittl. Tagesmin. (°C)  | −11 | −9  | −4  | 2   | 7   | 13  | 15  | 15  | 11  | 5   | −1  | −8  | ⌀ | 3    |
|                        |     |     |     |     |     |     |     |     |     |     |     |     |   |      |
| Niederschlag (mm)      | 39  | 32  | 56  | 75  | 86  | 93  | 81  | 87  | 87  | 60  | 57  | 40  | Σ | 793  |

| −11 |

| −9 |

| −4 |

| 2 |

| 7 |

| 13 |

| 15 |

| 15 |

| 11 |

| 5 |

| −1 |

| −8 |

| −11 |

| −9 |

| −4 |

| 2 |

| 7 |

| 13 |

| 15 |

| 15 |

| 11 |

| 5 |

| −1 |

| −8 |

## Geschichte
In den 1830er-Jahren verhandelte die US-Regierung mit den am Menomonee River lebenden Menominee und Potawatomi. Danach wurde das Gebiet für den Landverkauf vermessen. Der erste bleibende weiße Siedler war Charles Hart (1807–1880), ursprünglich aus Connecticut, der mit einigen Familien 1835 durch das Tal des Menomonee Rivers zog. 17 Familien folgten noch im selben Jahr. 1836 wurde die erste Straße durch die Siedlung gebaut, als Teilstück einer Verbindung von Milwaukee zu dem gerade besiedelten 120 Kilometer entfernten Madison. Hart baute um 1838 ein Sägewerk sowie um 1840 eine Wassermühle mit Mühlenteich, mit denen die Ansiedlung versorgt werden konnte. In den ersten Jahren, noch vor der Namensgebung, war die Siedlung deshalb als Hart’s Mills bekannt. Eine Anerkennung als Civil Township erfolgte am 13. Januar 1840. Durch nachziehende Familien von der Ostküste wuchs die Siedlung. Bis 1850 waren die ersten Blockhütten durch stabilere Holzhäuser im New Yorker Architektur-Stil ersetzt worden. Bis 1851 war eine 20 Meilen (32 Kilometer) lange Eisenbahnlinie von Milwaukee kommend mit Endstation in Wauwatosa fertiggestellt. Ein Feuer zerstörte einen großen Teil der Holzhäuser am Morgen des 10. Juni 1895. Stadtrechte erhielt Wauwatosa am 27. Mai 1897.
Seit den 1910er-Jahren wird Wauwatosa als Vorortsiedlung von Milwaukee wahrgenommen, die Stadt ist seitdem auch unter dem Beinamen City of Homes bekannt. 1921 nahm Wauwatosa als zweite Stadt Wisconsins einen Bebauungsplan in die Stadtverordnung auf. Die Straßen Wauwatosas erhielten zwischen 1926 und 1931 neue Namen und die Hausnummern eine neue Nummerierung, um die Nummerierung derjenigen von Milwaukee anzupassen.
Das Stadtwappen stammt aus dem Jahr 1956. Schüler Wauwatosas konnten damals Vorschläge einreichen und der Entwurf der neunjährigen Suzanne Valier wurde angenommen. Von links oben im Uhrzeigersinn gesehen zeigte das Wappen eine Pfeilspitze, welche die amerikanischen Ureinwohner symbolisiert, Symbole für eine Mühle, welche auf den ursprünglichen Namen Wauwatosas Hart’s Mill hinweisen, ein Kreuz für das Christentum sowie das Symbol für ein Einfamilienhaus, das auch auf Straßenschildern das Symbol für den Beinamen City of Homes war. 1992 klagte ein US-amerikanischer Atheistenverband gegen die Verwendung des Kreuzes. Der Stadtrat ersetzte das Kreuz daraufhin als Kompromiss, bevor es zu einem Gerichtsentscheid kam, durch den Spruch In God we trust.

## Bevölkerung
Während die Bevölkerung bei der Volkszählung im Jahr 1900 noch 2842 Personen zählte, hatte sich die Zahl 1920 mit 5818 mehr als verdoppelt. In den 1920er-Jahren konnte sich die Bevölkerungszahl mehr als verdreifachen, sodass 1930 schon eine Einwohnerzahl von 21.194 erreicht wurde. Die Stadtfläche wurde 1950 mit einem Industriegebiet vergrößert, Eingemeindungen 1952 verdreifachten die Stadtfläche. Die höchste Einwohnerzahl hatte Wauwatosa bei der Volkszählung 1970 mit 58.676.
Das Pro-Kopf-Einkommen lag 2010 bei 35.584 US-Dollar.

### Ethnien
Ethnisch betrachtet setzt sich die Bevölkerung Wauwatosas mit Stand 2010 zusammen aus 89,6 Prozent Weißen, 4,5 Prozent Schwarzen oder Afroamerikanern, 2,8 Prozent Asiaten (wobei hierunter Inder vor Chinesen die größte Gruppe darstellen), 0,3 Prozent amerikanischen Ureinwohnern, 0,1 Prozent aus dem pazifischen Inselraum und 0,6 Prozent aus anderen ethnischen Gruppen. 2,2 Prozent stammen von zwei oder mehr ethnischen Gruppen ab und 3,1 Prozent der Bevölkerung waren spanischer oder lateinamerikanischer Abstammung, die verschiedenen der genannten Gruppen angehörten, wobei dort Mexikaner die größte Gruppe darstellen. 49,5 Prozent der Bevölkerung Wauwatosas gibt deutsche Vorfahren an.

### Religion
Im Jahr 2020 galten knapp 47 Prozent der Einwohner Wauwatosas als Angehörige einer Religionsgemeinschaft. Davon gehörte die größte Gruppe (22,2 %) der Römisch-katholischen Kirche an. Der Protestantismus war mit folgenden, nach Größe sortierten Kirchengemeinschaften vertreten: Lutheraner (7,7 %), Baptisten (4,4 %), Pfingstler (2,5 %), Methodisten (1,4 %), Presbyterianer (1,1 %) und Episkopale (0,4 %). Weitere Gemeinschaften mit christlichem Hintergrund kamen auf 5,1 Prozent (inklusive Mormonen).
Zu den in Wauwatosa beheimateten nichtchristlichen Religionen gehören der Islam (1,0 %), das Judentum (0,8 %) sowie fernöstliche Gemeinschaften (0,2 %), darunter Buddhisten, Hindus und weitere Gruppen.

## Politik

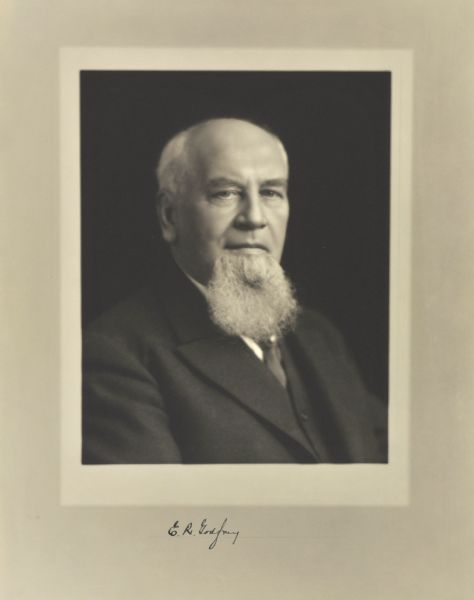
E.R. Godfrey, 2. Bürgermeister von Wauwatosa (1904–1906)

Seit Wauwatosa am 27. Mai 1897 Stadtrechte als sogenannte fourth class city erhielt, was unter anderem auch eine eigene Feuerwehr ermöglichte, wird ein Bürgermeister gewählt. Den acht Stadtbezirken, die District 1 bis District 8 heißen, stehen Beigeordnete (englisch Aldermen) vor. Die Beigeordneten mit ihren Stellvertretern bilden auch den Stadtrat (Common Council, früher City Council) und werden einzeln in Direktwahl gewählt. Der Stadtrat besteht aus 17 Mitgliedern.
Bei der Bürgermeisterwahl 2008 gewann die Republikanerin Jill Didier, die sich nach einer halben Amtszeit als Distriktbeigeordnete zur Wahl stellte. Die Vorgängerin als Bürgermeisterin, Theresa Estness, war aus Altersgründen nicht mehr zur Wahl für eine dritte Amtszeit angetreten. Vier Monate vor Ablauf ihrer Amtszeit wechselte Jill Didier als Wirtschaftskoordinatorin ins Milwaukee County. Bei den Bürgermeisterwahlen im April 2012 wurde Kathy Ehley mit 58 Prozent der gültigen Stimmen als neue Bürgermeisterin gewählt. In der Übergangszeit hatte der Stadtratsvorsitzende Wauwatosas Eric Meaux interimistisch das Bürgermeisteramt übernommen. Bürgermeister seit 2020 ist Dennis McBride.
Die Bürgermeister Wauwatosas waren:
1. Emerson D. Hoyt, 1897–1904
2. E.R. Godfrey, 1904–1906, unabhängig
3. Charles B. Perry, 1906–1916, REP
4. Hans Koenig, 1916–1920
5. A. C. Hanson, 1920–1934 (7 Amtszeiten)
6. Alfred C. Loose, 1934–1943 (5 Amtszeiten)
7. William B. Knuese, 1943–1964 (7 Amtszeiten)
8. Ervin A. Meier, 1964–1972 (2 Amtszeiten)
9. Francis D. Kuckuck, 1972–1976
10. James A. Benz, 1976–1984 (2 Amtszeiten)
11. James A. Brundahl, 1984–1992 (2 Amtszeiten)
12. Maricolette Walsh, 1992–2000 (2 Amtszeiten)
13. Theresa M. Estness, 2000–2008 (2 Amtszeiten)
14. Jill Didier, 2008–2011, REP
15. Eric Meaux, 2012–2012
16. Kathy Ehley, 2012–2020 (2 Amtszeiten)
17. Dennis McBride, seit dem 13. April 2020, DEM

Bei der Präsidentschaftswahl in den Vereinigten Staaten 2008 erhielt Barack Obama 15.568 (52,49 Prozent) der gültigen Stimmen aus Wauwatosa, John McCain 13.726 (46,28 Prozent). Im Ergebnis des gesamten Milwaukee Countys erhielt Obama 67,30 Prozent und McCain 31,45 Prozent. Bei der Präsidentschaftswahl 2012 erhielt Obama aus Wauwatosa 15.220 (50,6 Prozent) der gültigen Stimmen, Mitt Romney 14.551 (48,2 Prozent). Bei der Gouverneurs-Wahl 2010 erhielt der Kandidat der Republikaner Scott Walker im gesamten Bundesstaat Wisconsin 52,29 Prozent der gültigen Stimmen, der Demokrat Tom Barrett 46,52 Prozent. In Wauwatosa erhielt der in Wauwatosa wohnende Walker 51,84 Prozent und Barrett 47,56 Prozent. Bei der Präsidentschaftswahl in den Vereinigten Staaten 2016 erhielt Donald Trump in Wauwatosa 10.034 Stimmen und Hillary Clinton 16.313, 2020 erhielt Trump in Wauwatosa 31,95 Prozent und Joe Biden 66,03 Prozent.
Wauwatosa gehört zum 5. Kongresswahlbezirk des Bundesstaates Wisconsin. Der gewählte Repräsentant im Repräsentantenhaus der Vereinigten Staaten aus dem 5 Wahlbezirk ist seit 2021 der Republikaner Scott L. Fitzgerald.

## Kultur
Am Samstag vor dem Saint Patrick’s Day, also im März, findet jährlich als Fundraising für die Wauwatosa Historical Society der Blarney Run statt. Man kann an dem Lauf in den Disziplinen 3,1 Meilen (5 Kilometer) oder 2 Meilen als Spaziergang oder eine Viertelmeile (genannt Twinkle Trot) für Kinder bis zum Alter von zehn Jahren teilnehmen.
Von Anfang Juni bis Mitte Oktober findet auf dem Parkplatz der Hart’s Mill samstags von 8 Uhr morgens bis mittags ein Bauernmarkt mit mehr als 50 Ständen statt.
In einem Freiluftpavillon finden zwischen Juni und August an jedem zweiten Mittwoch kostenlose Konzerte statt, veranstaltet vom Tosa Tonight Komitee. Ein weiteres Open-Air-Festival im Pavillon findet mit dem HartFest Mitte Juni statt.
Die Parade zum Unabhängigkeitstag am 4. Juli, die in Wauwatosa von der Wauwatosa Civic Celebration Commission organisiert wird, ist mit in manchen Jahren mehr als 120 Gruppen und um die 25.000 Zuschauern eine der größten in Wisconsin.
Seit 1979 wird jedes Jahr Anfang September das Tosafest mit Livekonzerten, Sportveranstaltungen, Kunstworkshops und Kinderattraktionen begangen.

## Sehenswürdigkeiten
Das möglicherweise älteste noch bestehende Haus in Wauwatosa ist das Lowell Damon House aus dem Jahr 1844, das inzwischen ein Museum der Milwaukee County Historical Society ist. Der Little Red Store, der 1854 im damaligen Dorfzentrum erbaut wurde, ist Wauwatosas ältestes Geschäft.
Als Kulturdenkmale sind folgende Bauwerke Wauwatosas in das National Register of Historic Places aufgenommen worden:
| Kulturdenkmal | Bild |
| --- | ---- |
| Lowell Damon House |      |
| Das möglicherweise älteste noch bestehende Haus in Wauwatosa ist das Lowell Damon House aus dem Jahr 1844, gebaut vom Pionier Oliver Damon und vollendet 1846 von seinem Sohn Lowell, das inzwischen ein Museum der Milwaukee County Historical Society ist. * Aufnahme in das Register: 23. Februar 1972 * Baujahr: 1844 * Adresse: 2107 N. Wauwatosa Ave * Standort: 43° 3′ 26″ N, 88° 0′ 27″ W |      |
| |      |
| Annunciation Greek Orthodox Church |      |
| Die Annunciation Greek Orthodox Church (Mariä-Verkündigung-Kirche) wurde 1956 von Frank Lloyd Wright (1867–1959), dessen dritte Ehefrau Olgivanna (1898–1985) griechisch-orthodox war, als eine seiner letzten Arbeiten entworfen. Der Bau im byzantinischen Stil wurde 1962, nach seinem Tod, abgeschlossen. Es handelt sich um eine griechisch-orthodoxe Kirche des Ökumenischen Patriarchates von Konstantinopel. * Aufnahme in das Register: 19. Dezember 1974 * Baujahr: 1962 * Adresse: 9400 W. Congress St. * Standort: 43° 5′ 51″ N, 88° 1′ 48″ W |      |
| |      |
| Warren B. George House |      |
| Das Warren B. George House ist eines von fünf in Wauwatosa im National Register of Historic Places aufgenommenen Steinhäusern, das vom New Yorker Architekten Ernest Flagg entworfen wurde. Gebaut wurde es von der Firma Arnold F. Meyer & Co., die im Milwaukee County zwischen 1924 und 1925 mehr als 25 Hausentwürfe von Ernest Flagg umsetzte. Die Häuser waren von Cottages der ländlichen Normandie beeinflusst. * Aufnahme in das Register: 12. September 1985 * Baujahr: 1925 * Adresse: 7105 Grand Pkwy. * Standort: 43° 2′ 15″ N, 88° 0′ 43″ W |      |
| |      |
| Willis Hopkins House |      |
| Ein weiteres Haus von Ernest Flagg. * Aufnahme in das Register: 12. September 1985 * Baujahr: 1925 * Adresse: 325 Glenview * Standort: 43° 2′ 3″ N, 88° 1′ 1″ W |      |
| |      |
| J. H. Fiebing House |      |
| Ein weiteres Haus von Ernest Flagg. * Aufnahme in das Register: 12. September 1985 * Baujahr: 1925 * Adresse: 7707 Stickney * Standort: 43° 3′ 31″ N, 88° 0′ 37″ W |      |
| |      |
| H. R. Davis House |      |
| Das H. R. Davis House ist eines der ersten von Arnold F. Meyer & Co. gebauten Häuser nach Entwürfen des Architekten Ernest Flagg. * Aufnahme in das Register: 12. September 1985 * Baujahr: 1924 * Adresse: 6839 Cedar St. * Standort: 43° 2′ 26″ N, 87° 59′ 48″ W |      |
| |      |
| Pearl C. Norton House |      |
| Ein weiteres Haus von Ernest Flagg. * Aufnahme in das Register: 12. September 1985 * Baujahr: 1925 * Adresse: 2021 Church St. * Standort: 43° 3′ 25″ N, 88° 0′ 36″ W |      |
| |      |
| Thomas B. Hart House |      |
| Das Thomas B. Hart House, ein Haus in neugotischem Stil, wurde vom ersten bleibenden Siedler in Wauwatosa, Charles Hart, erbaut. 1874 kaufte es sein Bruder, Thomas B. Hart. Dessen Familie lebte dort bis 1910. Haus und zugehörige Scheune weisen neun Paar Ortgänge in sechs verschiedenen Mustern auf. * Aufnahme in das Register: 10. Oktober 1985 * Baujahr: in den frühen 1840er-Jahren * Adresse: 1609 Church St. * Standort: 43° 3′ 7″ N, 88° 0′ 37″ W |      |
| |      |
| Kneeland-Walker House |      |
| Das viktorianische Kneeland-Walker House befindet sich auf einem circa 6000 m² großen Grundstück, dem größten verbliebenen Wohngrundstück in Wauwatosa. Erbaut wurde das Haus im Queen-Anne-Stil für Norman Kneeland und Carrie Baker Kneeland. Norman Kneeland war ein Fabrikant aus New York, der nach dem Sezessionskrieg eine Farm im Gebiet des Washington Parks hatte, der damals noch zu Wauwatosa gehörte, und sich im Kneeland-Walker House zur Ruhe setzte. Seine Familie lebte dort bis 1917. Der Ingenieur und Erfinder Emery Walker kaufte das Haus. Die Walker-Familie lebte dort bis 1985. 1987 wurde das Haus samt Anwesen von der Wauwatosa Historical Society gekauft. * Aufnahme in das Register: 19. Januar 1989 * Baujahr: 1890 * Adresse: 7406 Hillcrest Dr. * Standort: 43° 3′ 19″ N, 88° 0′ 15″ W                                                                                    |      |
| |      |
| Church Street Historic District |      |
| Der Church Street Historic District ist das älteste Wohngebiet Wauwatosas. Die Häuser wurden zwischen 1845 und den 1920er-Jahren gebaut. * Aufnahme in das Register: 10. August 1989 * Baujahr: Zwischen 1845 und den 1920er-Jahren * Adresse: 1448 bis 1630 Church Str. und 7758 W. Menomonee River Pkwy. * Standort: 43° 3′ 5″ N, 88° 0′ 36″ W |      |
| |      |
| Washington Highlands Historic District |      |
| Die Siedlung Washington Highlands, 1916 vom New Yorker Stadtplaner Werner Hegemann (1881–1936) entworfen und von Landschaftsarchitekt Elbert Peets (1886–1968) bepflanzt, ist eine der besterhaltenen historischen Vorortsiedlungen in den U.S.A. Die Häuser wurden zwischen 1918 und 1932 gebaut. Die Straßen in der Siedlung waren durch große Amerikanische Ulmen gesäumt, die jedoch nach dem Auftreten des Ulmensterbens, einem durch den Großen Ulmensplintkäfer verbreiteten Pilzbefall der Bäume, inzwischen seltener geworden sind. * Aufnahme in das Register: 18. Dezember 1989 * Baujahr: 1918 bis 1932 * Adresse: Zwischen N. 68th St., W. Lloyd St., N. 60th St. und Milwaukee Ave. * Standort: 43° 3′ 14″ N, 87° 59′ 33″ W |      |
| |      |
| Wauwatosa Arcade Building |      |
| Das Wauwatosa Arcade Building ist ein Einkaufszentrum aus den 1920er-Jahren. Es ist das einzige Geschäftsgebäude in Wauwatosa, das im Architekturstil des Spanish Colonial Revivals mit Anlehnung an den Mission Revival Style erbaut wurde. * Aufnahme in das Register: 21. März 1997 * Baujahr: 1928 * Adresse: 7210 bis 7226 W. North Ave. * Standort: 43° 3′ 39″ N, 88° 0′ 8″ W |      |
| |      |
| Sunnyhill Home |      |
| Der Arzt und Geologe Fisk Holbrook Day (1826–1903), der im County Hospital arbeitete, baute in den 1870er-Jahren drei Villen in Wauwatosa, die inzwischen alle denkmalgeschützt sind. Die Villa Sunnyhill Home, auch bekannt als Dr. Fisk Holbrook Day House, ist ein National Historic Landmark und Milwaukee County Landmark sowie im Wisconsin State Register of Historic Places gelistet. Bei dem spätviktorianischen Haus wurden ekletisch Einflüsse aus der Gotik, dem Italienisierenden Stil sowie dem Second Empire verwendet. Auf einem Werkstein-Fundament aus Dolomitstein sind die Mauern des Hauses aus Backstein. Die Schindeln des Dachs sind aus Zedernholz. Das Haus wurde 1895 an Abe Austin Sr. verkauft, dessen Familie dort mehr als 80 Jahre lebte. * Aufnahme in das Register: 21. März 1997 * Baujahr: 1874 * Adresse: 8000 W. Milwaukee Ave. * Standort: 43° 3′ 11″ N, 88° 0′ 46″ W |      |
| |      |
| Milwaukee County School of Agriculture and Domestic Economy Historic District |      |
| Die Milwaukee County School of Agriculture and Domestic Economy Historic District wurde 1912 eröffnet. Das Schulgelände wurde von Alexander Eschweiler entworfen. * Aufnahme in das Register: 19. März 1998 * Baujahr: 1912 * Adresse: 9722 Watertown Plank Rd. * Standort: 43° 3′ 0″ N, 88° 2′ 9″ W |      |
| |      |
| Wauwatosa Woman’s Club Clubhouse |      |
| Im Stil des Colonial Revival wurde von 1924 bis 1925 für den Frauenverein aus Wauwatosa ein Vereinsheim errichtet. * Aufnahme in das Register: 1. Juli 1998 * Baujahr: 1924/25 * Adresse: 1626 Wauwatosa Ave. * Standort: 43° 3′ 8″ N, 88° 0′ 24″ W |      |
| |      |
| Verwaltungsgebäude des Milwaukee County Home for Dependent Children |      |
| Das 1898 erbaute Verwaltungsgebäude des Milwaukee County Homes for Dependent Children beherbergt heute die Büros des County Park Departments. Das Schulhaus des County Homes war zwar am 17. Dezember 1998 in den National Register of Historic Places aufgenommen worden, wurde jedoch 2001 abgerissen. * Aufnahme in das Register: 7. Januar 1999 * Baujahr: 1898 * Adresse: 9508 Watertown Plank Rd. * Standort: 43° 2′ 46″ N, 88° 1′ 53″ W |      |
| |      |
| Honey Creek Parkway |      |
| Der Honey Creek Parkway ist Teil des Milwaukee County Parkway Systems. Er folgt dem Bach Honey Creek von seiner Mündung in den Menomonee River bis West Allis. Die Idee für diese Parklandschaft stammt von Charles B. Whitnall aus einem Entwurf aus dem Jahr 1923, der Entwurf vom Landschaftsarchitekten Alfred Boerner. * Aufnahme in das Register: 8. Juli 2010 * Baujahr: 1928 bis 1941 * Adresse: Zwischen Wisconsin Highway 181, Interstate 94 und N. 72nd St. * Standort: 43° 1′ 58″ N, 88° 0′ 52″ W |      |
| |      |
| Wauwatosa Avenue Residential Historic District |      |
| Die 32 Häuser im Wauwatosa Avenue Residential Historic District stammen aus den Jahren zwischen 1844 und 1927. * Aufnahme in das Register: 20. Juni 2012 * Baujahr: 1844 bis 1927 * Adresse: 1809–1845 Wauwatosa Avenue (nur ungerade Nummern), 1907–2242 Wauwatosa Avenue, 7606 und 7624 Stickney Avenue * Standort: 43° 3′ 30″ N, 88° 0′ 27″ W |      |
| |      |
| Muirdale Tuberculosis Sanatorium |      |
| Nach John Muir benannt, wurden in diesem Krankenhaus von 1915 bis 1969 Tuberkulose-Patienten behandelt. Bis 1978 diente das Gebäude als Altenheim für Senioren mit psychischen Störungen. * Aufnahme in das Register: 31. August 2018 * Baujahr: 1914 bis 1915 * Adresse: 10437 & 10457 Innovation Dr. * Standort: 43° 2′ 38″ N, 88° 2′ 39″ W |      |
| |      |

## Wirtschaft und Infrastruktur

### Wirtschaft
Bis nach Ende des Zweiten Weltkriegs war Wauwatosa hauptsächlich landwirtschaftlich geprägt. Bis 1870 wurde noch überwiegend Weizen angebaut, danach diversifizierten sich die Farmprodukte, wobei der Überschuss in Milwaukee verkauft wurde. Ab den 1870er-Jahren baute die Brauerei Phillip Best (ab 1889 unter dem Namen Pabst), die zur damaligen Zeit größte Brauerei der USA, in Wauwatosa auf 780 Acres (rund 316 Hektar) Hopfen an.
Von den 1850er-Jahren bis 1950 wurde an mehreren Stellen im Stadtgebiet Kalkstein abgebaut, hauptsächlich für die Beton-Herstellung. Weitere Steinbrüche gab es für Niagara-Dolomit, das in Riffkalk eingebettet ist.
Im Wauwatosa befindet sich ein 1943 gegründetes Harley-Davidson-Werk mit dem ursprünglichen Zweck, Propeller für Flugzeuge der Marke Boeing B-29 Superfortress zu produzieren. Inzwischen werden dort die Motoren für Sportster-Modelle gebaut. Im Rahmen von offiziellen Harley-Davidson-Touren konnten Volljährige das Werk besichtigen, dies wurde aber nach der Ankündigung von Massenentlassungen im Januar 2009 eingestellt. Es war geplant, die Niederlassung Ende 2010 zu schließen, dies konnte jedoch vorübergehend abgewendet werden. Besichtigungen werden nicht mehr angeboten.
In Wauwatosa befindet sich die Hauptzentrale von GE Healthcare Clinical Systems sowie ebenfalls die Hauptzentrale von Briggs & Stratton, dem weltgrößten Hersteller von luftgekühlten Benzinmotoren.
Das 1958 eröffnete Einkaufszentrum Mayfair Mall des Real-Estate-Investment-Trusts General Growth Properties, das sich zwischen North Avenue und Center Street befindet, hat mehr als 180 Geschäfte auf zwei Etagen und hatte in den 1990er-Jahren jährlich 16 Millionen Besucher. Am 16. April 2009 musste General Growth Properties Insolvenz anmelden mit mehr als 27 Milliarden US-Dollar Schulden, das Einkaufszentrum soll jedoch während einer Restrukturierung geöffnet bleiben.

### Transport
Das Milwaukee County Transit System (MCTS) unterhält einen Linienbusverkehr. Durch Wauwatosa wird Güterverkehr über die Bahnstrecken abgewickelt. Eine Wiederanbindung Wauwatosas an den Personenverkehr ist über bestehende Bahnstrecken vom Stadtrat aufgrund der Investitionskosten in ein neues Bahnhofsgebäude abgelehnt worden.
Der nächstgelegene internationale Flughafen ist der Milwaukee Mitchell International Airport im Süden von Milwaukee. Er liegt circa 20 Kilometer südöstlich von Wauwatosa. Mit dem Lawrence J. Timmerman Airport liegt ein Regionalflughafen an der nördlichen Stadtgrenze Wauwatosas. Von dort werden Flüge innerhalb Wisconsins angeboten, zum Beispiel zum Manitowoc County Airport, aber auch nach Iowa (Waterloo Regional Airport), Kentucky (Flughafen Louisville), Michigan (St. Clair County International Airport), Minnesota (Anoka County-Blaine Airport, Flying Cloud Airport, Rochester International Airport, St. Paul Downtown Airport, Winona Municipal Airport) und Nebraska (Millard Municipal Airport).
Die Stadt liegt am  U.S. Highway 18 und am State Trunk Highway 181.

## Bildung
Das Wisconsin Lutheran College, eine private Bildungseinrichtung der Evangelisch-Lutherischen Wisconsin-Synode mit circa 1000 Schülern, unterrichtet in neun Gebäuden in Milwaukee und Wauwatosa. Ein weiteres College ist das 1893 gegründete Medical College of Wisconsin mit rund 1300 Studenten. Von 1913 bis 1970 hieß die Hochschule Marquette University. Des Weiteren befindet sich eine der 19 Einrichtungen des Bryant & Stratton Colleges in Wauwatosa.
Im Schulzbezirk der Stadt befinden sich zwei High Schools: Wauwatosa West (gegründet 1960) und Wauwatosa East (ehemals Wauwatosa Senior High School, gegründet 1897, umbenannt 1960), wobei die Wauwatosa East mit rund 1100 Schülern gegenüber der Wauwatosa West mit circa 900 Schülern ein wenig größer ist. Schon 1871 hatte es in Wauwatosa eine High School gegeben, die damit sogar ein paar Jahre vor der ersten High School Milwaukees ihren Lehrbetrieb aufgenommen hatte.
Im Schulsystem darunter gibt es zwei Middle Schools: Longfellow (gegründet 1955) und Whitman (gegründet 1960).
Es gibt zehn städtische Grundschulen: Eisenhower (gegründet 1967, circa 400 Schüler), Jefferson (gegründet 1921 als Aetna Park School, circa 300 Schüler), Lincoln (circa 300 Schüler), Madison, McKinley (gegründet in den 1930er-Jahren, circa 400 Schüler), Roosevelt (gegründet 1929, mit circa 450 Schülern die größte Grundschule in Wauwatosa), Underwood (benannt nach dem Pionier William O. Underwood, gegründet 1938, circa 300 Schüler), Washington (circa 350 Schüler), Wilson (circa 300 Schüler) und die Tosa School of Health Science and Technology. Daneben bestehen noch einige katholische Grundschulen wie zum Beispiel St. Bernard, St. Joseph, St. Jude (mit circa 450 Schülern die größte konfessionelle Grundschule in Wauwatosa), St. Pius X. (untergebracht in einem ehemaligen Milchproduktlager aus dem Jahr 1925) und Christ King.

## Persönlichkeiten

### Söhne und Töchter der Stadt
- Joel Whitburn (1939–2022), Sachbuchautor, bekannt für seine umfangreichen Auswertungen der US-amerikanischen Musikcharts.
- Dennis McBride (* 1953), 17. Bürgermeister von Wauwatosa
- Kathryn Casey, Journalistin und Schriftstellerin
- Brad Rowe (* 1970), Schauspieler und Aktivist
- Matthew Busche (* 1985), Radrennfahrer, wurde 2011 US-amerikanischer Meister im Straßenrennen – wuchs in Wauwatosa auf.
- Jerry Smith (* 1987), Basketballspieler
- Andrew Stadler (* 1988), Fußballspieler

### Persönlichkeiten, die vor Ort gewirkt haben
- Charles Fingado (1841–1901), Politiker, Abgeordneter in der Wisconsin State Assembly – lebte und starb in Wauwatosa
- Edwin Rice Godfrey (1842–1922), Bürgermeister von Wauwatosa – starb in Wauwatosa
- John C. Schafer (1893–1962), Politiker, Mitglied des Repräsentantenhauses der Vereinigten Staaten für Wisconsin – Mitglied im Schulausschuss von Wauwatosa
- Spencer Tracy (1900–1967), Schauspieler, zweifacher Oscar-Preisträger – besuchte die Wauwatosa East High School
- Arthur Tofte (1902–1980), Schriftsteller – starb in Wauwatosa
- Phillips Talbot (1915–2010), Journalist, Assistant Secretary of State der USA und von 1965 bis 1967 US-Botschafter in Griechenland – besuchte die Wauwatosa East High School
- Gordon C. Zahn (1918–2007), Soziologe, Professor an der Loyola University Chicago und der University of Massachusetts Boston, einer der Mitbegründer von Pax Christi in den USA – starb in Wauwatosa
- Ralph Hutchinson (1925–2008), Jazzposaunist und Golfer – starb in Wauwatosa
- Daniel C. Tosteson (1925–2009), Mediziner und Physiologe – wuchs in Wauwatosa auf
- Mary Mercury Roth (1926–2020), Chemikerin und Hochschullehrerin – starb in Wauwatosa
- Nancy Olson (* 1928), Schauspielerin, wurde für ihre Darstellung der Freundin von William Holden in Billy Wilders Boulevard der Dämmerung aus dem Jahr 1950 für einen Oscar nominiert – besuchte die Wauwatosa East High School
- Pete Stark (1931–2020), Politiker der Demokratischen Partei. Er gilt als erstes Mitglied im Kongress der Vereinigten Staaten, das sich öffentlich zum Atheismus bekannte – besuchte die Wauwatosa East High School
- John Morgridge (* 1933), Geschäftsmann, CEO von Cisco Systems - besuchte die Wauwatosa East HIgh School
- Richard Schickel (1933–2017), Schriftsteller, Dokumentarfilmer und Filmkritiker bei Life und Time – besuchte die Wauwatosa East High School
- Thomas A. Steitz (1940–2018), Molekularbiologe und Biochemiker, Nobelpreisträger für Chemie 2009 „für die Studien zur Struktur und Funktion des Ribosoms“ – besuchte die Wauwatosa East High School
- William Edward Martz (1945–1983), Schachspieler, Internationaler Meister, Teilnehmer an der Schacholympiade 1972 – wohnte in Wauwatosa
- Bill Berry (* 1958), Musiker, Schlagzeuger von R.E.M. – wohnte in den 1960er-Jahren für sieben Jahre in Wauwatosa
- Michael Torke (* 1961), Komponist, Vertreter des Post-Minimalismus, sein wohl bekanntestes Werk ist „Javelin“ (zu deutsch: Speer), komponiert 1994, welches Teil des offiziellen Albums „Summon The Heroes“ der Olympischen Sommerspiele 1996 in Atlanta wurde – besuchte die Wauwatosa East High School
- Lisa Stothard (* 1962), Schauspielerin und Fotomodell – besuchte die Wauwatosa West High School
- Greg Koch (* 1966), Gitarrist – wohnt in Wauwatosa
- Scott Walker (* 1967), Politiker der Republikanischen Partei, von 1993 bis 2002 Abgeordneter in der Wisconsin State Assembly, seit dem 3. Januar 2011 Gouverneur von Wisconsin – wohnt in Wauwatosa
- Jeremy Scahill (* 1974), Autor und Enthüllungsjournalist – besuchte die Wauwatosa East High School
- Devin Harris (* 1983), Basketballspieler mit mehr als 1000 Einsätzen in der National Basketball Association für die Dallas Mavericks, New Jersey Nets, Utah Jazz, die Atlanta Hawks und die Denver Nuggets – besuchte die Wauwatosa East High School